# 아카기 리츠코
아카기 리츠코(赤木 リツコ)는 가이낙스의 애니메이션 신세기 에반게리온에 등장하는 인물로, 특무기관 네르프의 기술부장이다. 카츠라기 미사토, 카지 료지와는 같은 대학 출신이다.
네르프에서는 에바의 관리, 사도에 대한 사전조사, 연구 등을 하며, 무엇보다 네르프 슈퍼컴퓨터 마기의 담당 관리자이다.

## 성장배경
아카기 나오코 박사의 딸로, 아버지에 대한 언급은 없다.
학창시절에는 별로 친구가 없는 것으로 보인다. 성적은 우수했지만 성격은 삐뚤어진 부분이 있어 고등학교 시절에 노란색으로 머리 염색을 하고 담배도 피기 시작했다고 한다.
대학시절에도 딱딱해 보이는 그녀에게 미사토 외의 친구는 별로 없었던 것 같다.
오퍼레이터인 이부키 마야가 그녀에게 '선배'라고 부르는 것으로 보아, 그녀와도 대학때부터 아는 사이로 추측된다.
어머니와 마찬가지로 이카리 겐도를 연모하였으나, 겐도는 마지막까지 사별한 부인만을 바라보았으며 모녀를 도구 이상으로 보지 않았다.

## 신극장판
스토리 상의 변화는 많이 있었으나, 아카기 리츠코에는 큰 변화가 없다.